# 관동팔경

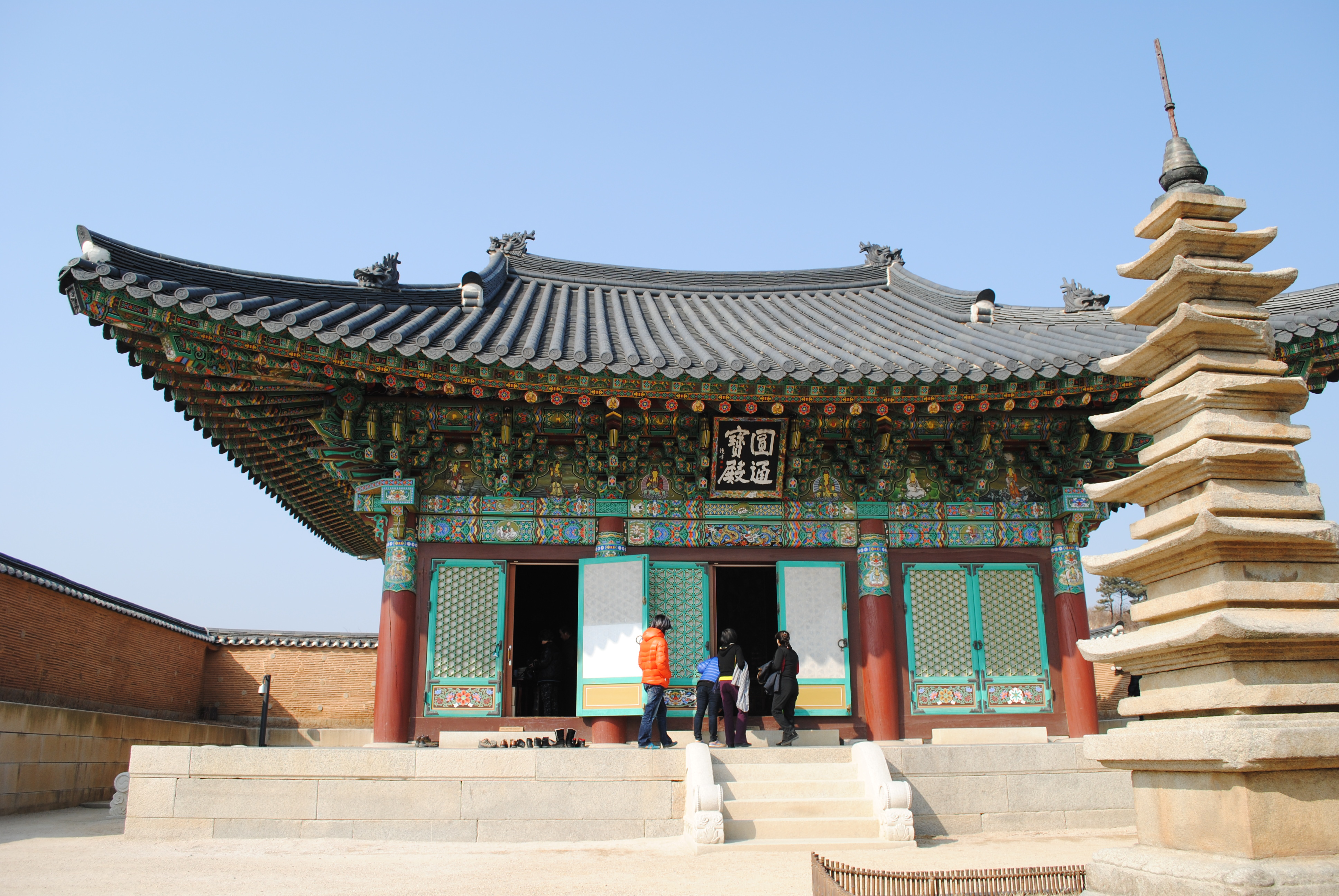
양양의 낙산사

관동팔경(關東八景)은 관동지방(현재의 영동 지방)의 특히 이름난 여덟 곳의 경승지를 말한다.

## 지명
관동팔경은 영동팔경(嶺東八景)이라고도 한다. 관동은 관동 지방, 즉 현재의 강원도 지역의 의미하며, ‘영동’에서 ‘영’(嶺)은 ‘대관령’을 의미하여, ‘영동’(嶺東)이란 대관령의 동쪽에 있는 지방이라는 의미로 조선민주주의인민공화국 강원도 통천군, 고성군과 대한민국의 강원특별자치도 고성군, 속초시, 양양군, 강릉시, 동해시, 삼척시, 태백시 등에 해당하며, 1962년까지 강원도였던 경상북도 울진군이 포함되기도 한다.

## 관동팔경
| # | 이미지 | 이름   | 위치                                 | 설명 |
| - | ------ | ------ | ------------------------------------ | --- |
| 1 |        | 총석정 | 조선민주주의인민공화국 강원도 통천군 | 총석정은 정자를 뜻하기도 하지만 넓은 의미에서는 주상절리로 이루어진 바위기둥들과 절벽을 일컫는다. 현재 북한의 제13호 명승지와 제214호 천연기념물이다.                                                                                             |
| 2 |        | 청간정 | 대한민국 강원특별자치도 고성군       | 산록에 위치하여 성악산 골짜기에서 흘러내리는 청간천과 만경청파가 넘실거리는 기암절벽 위에 팔각지붕의 중층누정으로 아담하게 세워져 있다. 관동팔경 중 수일경으로 손꼽힌다.                                                                          |
| 3 |        | 낙산사 | 대한민국 강원특별자치도 양양군       | 강원특별자치도 양양군 오봉산에 있는 절이다. 671년에 창건된 이후 여러 차례 중건, 복원과 화재를 반복하였다. |
| 4 |        | 삼일포 | 조선민주주의인민공화국 강원도 고성군 | 강원도(북한) 고성군에 있는 호수 |
| 5 |        | 경포대 | 대한민국 강원특별자치도 강릉시       | 강릉시에서 동북쪽으로 7 km 지점에 있으며, 언덕 위의 누대(樓臺)이다. 경포호를 조망할 수 있다. |
| 6 |        | 죽서루 | 대한민국 강원특별자치도 삼척시       | 삼척시에 위치한 누각으로 보물 213호로 지정되었으며, 관동팔경 중의 하나이다. 다른 관동팔경의 누, 정이 바다를 끼고 있는 것과는 달리 죽서루만이 유일하게 강을 끼고 있다.                                                                             |
| 7 |        | 망양정 | 대한민국 경상북도 울진군             | 경상북도 울진군 기성면 망양리 해안가에 있는 정자로, 정면 3칸, 측면 2칸의 겹처마 팔작지붕 구조의 정자이다. 고려시대에 처음 세워졌으나 오랜 세월이 흘러 허물어졌으므로 조선시대인 1471년(성종 2) 평해군수 채신보가 현종산 남쪽 기슭으로 이전하였다. |
| 8 |        | 월송정 | 대한민국 경상북도 울진군             | 경상북도 울진군 평해읍에 있는 정자로 고려시대에 창건되었고, 조선 중기 때 관찰사 박원종이 중건하였으나, 낡고 무너져서 유적만 남은 것을 1933년 향인 황만영 등이 중건하였다.                                                                         |

## 출전

### 안축
1330년 고려 충숙왕 17년 안축은 44세 때 강원도존무사(江原道存撫使)로 있다가 돌아오는 길에 관동지방의 뛰어난 경치와 유적 및 명산물에 감흥하여 《관동별곡》을 지었다. 경기체가로 된 가사로 전체 9장이 《근재집》(謹齋集) 2권에 전한다. 그는 총석정, 삼일포, 낙산사 등의 절경을 노래하였다.

### 허목
현존하는 기록 중 관동팔경을 구체적으로 지적한 것은 삼척부사였던 허목의 《죽서루기》(竹西樓記)가 가장 오래되었다. 그는 통천의 총석정, 고성의 삼일포와 해산정, 간성의 영랑호, 양양의 낙산사, 강릉의 경포대, 삼척의 죽서루, 평해의 월송정을 들었다.

### 정철
1580년 선조 13년에 송강 정철이 강원도 관찰사로 부임하여, 관동팔경과 해·내·외금강 등 절승지를 유람하며 읊은 《관동별곡》을 지었다.

### 숙종
조선 숙종(1674년 ~ 1720년)은 관동팔경을 시로 읊으면서 1군 1경이라는 기준을 마련하였다. 그는 통천의 총석정, 고성의 삼일포, 간성의 만경대, 양양의 낙산사, 강릉의 경포대, 삼척의 죽서루, 울진의 망양정, 평해의 월송정을 들었는데 그 수가 9개로 9경이 된다. 숙종은 망양정에 관동제일루라는 현판을 하사한다.

### 이중환
그 외에도 이중환(1690년 ~ 1752년)의 《택리지》에도 관동팔경이 나오며, 그는 만경대 대신, 청간정을 넣었고, 월송을 대신, 흡곡의 시중대를 넣었다.

## 같이 보기
- 관동별곡
- 지명
  - 죽서루
  - 삼일포